# バルダーダッシュ
『バルダーダッシュ』 (Boulder Dash) は、1984年にアメリカ合衆国のFirst Star Softwareから発売されたAtari 8ビット・コンピュータ用アクションパズルゲーム。
プレイヤーは主人公のロックフォードとなり、敵を倒し、落石を避けながら洞窟内の宝石を集めていき、制限時間内に脱出する事を目的としたゲーム。。開発はFirst Star Softwareが行い、ゲーム・デザインおよびプログラムはピーター・リエパとクリストファー・グレーが担当した。
同年にコモドール64、Apple IIに移植された。欧州では Amstrad CPC、ZX Spectrum、BBC Microなど、日本ではコンプティークによりPC-8801やFM-7、X1、MSXなどのパソコンに移植されたのを皮切りにスーパーカセットビジョン、アーケードゲーム（デコカセットシステム）などにも移植され、翌年発売された続編は日本では『チャンピオン バルダーダッシュ』としてリリースされた。1990年にはファミリーコンピュータ（発売元：データイースト）、ゲームボーイ（発売元：ビクター音楽産業）に移植されている。コモドール64版はWii用のバーチャルコンソール対応ソフトとして、2008年に欧州、2009年に北米にて配信された。
2014年には発売30周年を記念した『Boulder Dash: 30th Anniversary』がiOS、Android、Macintosh、Windows用ソフトとして配信され、2019年には日本においてNintendo Switch用ソフトとして配信された。
2021年には追加要素を加えたリメイク版『バルダーダッシュデラックス』が発売された。

## 移植版
| No. | タイトル                                          | 発売日                         | 対応機種                                       | 開発元                        | 発売元                                  | メディア                              | 型式                         | 備考                 |
| --- | ------------------------------------------------- | ------------------------------ | ---------------------------------------------- | ----------------------------- | --------------------------------------- | ------------------------------------- | ---------------------------- | -------------------- |
| 1   | Boulder Dash                                      | 1984年4月 1984年               | コモドール64                                   |                               | First Star Software State Soft          | フロッピーディスク                    | -                            |                      |
| 2   | バルダーダッシュ                                  | 1984年10月                     | PC-8801                                        |                               | コンプティーク                          | フロッピーディスク カセットテープ     | FD:CND-09 CT:CNT-09          |                      |
| 3   | Boulder Dash                                      | 1984年11月                     | Apple II                                       | Micro Fun                     | Micro Fun                               | フロッピーディスク                    | -                            |                      |
| 4   | バルダーダッシュ                                  | 1984年11月                     | FM-7 X1                                        |                               | コンプティーク                          | フロッピーディスク                    | CFM-09                       |                      |
| 5   | Boulder Dash                                      | 1984年12月                     | コレコビジョン                                 |                               | Micro Fun                               | ロムカセット                          | -                            |                      |
| 6   | Boulder Dash                                      | 1984年                         | PC Booter                                      |                               | First Star Software                     | フロッピーディスク                    | -                            |                      |
| 7   | Boulder Dash                                      | 1984年                         | ZX Spectrum                                    | Dalali Software               | K-Tel International                     | カセットテープ                        | -                            |                      |
| 8   | バルダーダッシュ                                  | 1984年 1985年8月               | アーケード                                     |                               | エキシディ データイースト               | 業務用基板 （34.50キロバイト）        | -                            |                      |
| 9   | Boulder Dash                                      | 1985年                         | Amstrad CPC                                    |                               | Mirrorsoft                              | フロッピーディスク                    | -                            |                      |
| 10  | バルダーダッシュ                                  | 1985年                         | スーパーカセットビジョン                       |                               | エポック社                              | ロムカセット                          | 11 NO.09160                  |                      |
| 11  | バルダーダッシュ                                  | 1985年                         | MSX                                            | Orpheus                       | Orpheus コンプティーク                  | カセットテープ ロムカセット           | S149191-700                  |                      |
| 12  | Boulder Dash                                      | 1988年                         | BBC Micro Acorn Electron                       |                               | Tynesoft Computer Software              | フロッピーディスク                    | -                            |                      |
| 13  | バルダーダッシュ                                  | 1990年3月23日 1990年6月 1990年 | ファミリーコンピュータ                         | データイースト 酒田SAS        | データイースト ビクター 任天堂          | 512キロビットロムカセット             | DFC-XB NES-XB-USA NES-XB-UKV |                      |
| 14  | バルダーダッシュ                                  | 1990年9月21日 1990年           | ゲームボーイ                                   | Beam Software                 | ビクター音楽産業 任天堂                 | 512キロビットロムカセット             | DMG-BDA DMG-BD-NOE           |                      |
| 15  | Boulder Dash                                      | 2008年9月19日 2009年6月1日     | Wii                                            |                               | Commodore Gaming                        | ダウンロード （バーチャルコンソール） | -                            | コモドール64版の移植 |
| 16  | Boulder Dash                                      | INT 2009年5月17日              | iPhone (iOS)                                   | XXI Century Boy               | Chillingo                               | ダウンロード                          | -                            |                      |
| 17  | バルダーダッシュ：Boulder Dash - 30th Anniversary | INT 2014年10月14日             | iPhone iPad (iOS)                              | Katsu Entertainment SoMa Play | First Star Software TapStar Interactive | ダウンロード                          | -                            |                      |
| 18  | バルダーダッシュ：Boulder Dash - 30th Anniversary | INT 2014年11月13日             | Android                                        | Katsu Entertainment SoMa Play | First Star Software TapStar Interactive | ダウンロード                          | -                            |                      |
| 19  | バルダーダッシュ：Boulder Dash - 30th Anniversary | INT 2016年9月14日              | Macintosh Windows                              | Katsu Entertainment SoMa Play | First Star Software TapStar Interactive | ダウンロード (Steam)                  | -                            |                      |
| 20  | バルダーダッシュ：Boulder Dash - 30th Anniversary | 2019年11月14日                 | Nintendo Switch                                | Katsu Entertainment SoMa Play | ワーカービー                            | ダウンロード                          | -                            |                      |
| 21  | Boulder Dash Deluxe                               | INT 2021年9月9日               | Xbox One Xbox Series X/S Nintendo Switch Steam |                               | ワーカービー BBG Entertainment GmbH     | ダウンロード （各ストア）             | -                            |                      |

スーパーカセットビジョン版
- 全16ステージで、任意のステージから開始できる。ゲームレベルはAMAとPROから選択。プレイヤー2人の場合は交互プレイになる。自機・敵ともに移動は16ドットのキャラクター単位。アメーバの効果音を除くと、BGMはタイトル画面でのみ流れる。

ファミリーコンピュータ版
- 4ステージで1ワールドとなっており、全6ワールドで構成されている[6]。パズルの難易度がかなり高い上にエンディングを閲覧するには4周クリアする必要がある仕様である[11]。

ゲームボーイ版
- ステージは4種類存在し、それぞれに5段階のレベルが設けられている[7]。画面が見やすくなるズームとフィールドを広範囲で表示するロングの2種類から画面を選択できる仕様になっている[7]。また対戦プレイに対応している[7]。

## スタッフ
オリジナル版
- ゲーム・デザイン：ピーター・リエパ、クリストファー・グレー

ファミリーコンピュータ版
- プログラム：FARMER IMAI（今井敏彦）
- グラフィック：K.MIYAZAWA
- 音楽：高濱祐輔、三浦タカフミ、酒井省吾、鈴木雄司
- ステージ・デザイン：いとうひでのぶ、K.MIYAZAWA
- 企画：NAKAZAWA
- スペシャル・サンクス：KANAYAMA
- プロデューサー：KAWAI、なかむらよし

## 評価
ファミリーコンピュータ版
ゲーム誌『ファミコン通信』の「クロスレビュー」では合計25点、『ファミリーコンピュータMagazine』の読者投票による「ゲーム通信簿」での評価は以下の通りとなっており、18.67点（満30点）となっている。また、同雑誌1991年5月10日号特別付録の「ファミコンロムカセット オールカタログ」では、アクション性の高さを指摘した他、パソコンからの移植作である事に触れた上で「オリジナル性を増した出来となっている」と肯定的に評価している。
| 項目 | キャラクタ | 音楽 | 操作性 | 熱中度 | お買得度 | オリジナリティ | 総合  |
| 得点 | 3.23       | 2.95 | 3.08   | 3.19   | 3.14     | 3.08           | 18.67 |
ゲームボーイ版
ゲーム誌『ファミコン通信』の「クロスレビュー」では合計24点、『ファミリーコンピュータMagazine』の読者投票による「ゲーム通信簿」での評価は以下の通りとなっており、17.19点（満30点）となっている。
| 項目 | キャラクタ | 音楽 | 熱中度 | 操作性 | お買得度 | オリジナリティ | 総合  |
| 得点 | 2.99       | 2.76 | 2.98   | 2.94   | 2.72     | 2.80           | 17.19 |

## リメイク版
バルダーダッシュEX
2002年にコトブキシステムよりゲームボーイアドバンス向けに発売。主人公はケモノ系のアレックスに変更されている。
Boulder Dash: Rocks!
2007年にニンテンドーDS、PlayStation Portable、iOS向けに発売（日本未発売）。カラフルなキャラクターとなり、ギミックが追加されている。
Boulder Dash Vol. 1
2009年にChilling LtdよりiOS向けに発売。
バルダーダッシュ-XL
2011年にXbox Live Arcade向けに配信されたダウンロード用ソフト。2012年にはニンテンドー3DSで北米では7月20日、欧州では9月25日にパッケージ版が発売された。日本では2014年にテヨンジャパンよりダウンロード版が配信された。ロックフォードの風貌がロボットになっている。
Boulder Dash - 30th Anniversary
2014年にスマートフォンアプリ、2016年にSteamなどPC向けにリリースされた。
Boulder Dash Deluxe
2021年9月9日に発売。Xbox One/Series X/S、Nintendo Switch およびPC (Steam) 向け。
最初は選べるステージやレベル（20段階）が限られており、クリアしていくとロックが解除されていく仕組み。爆弾などのアイテムが追加されており、制限時間を延長する手段も用意された。敵の種類はサメ・カニ・タコなどが追加されており、15種類におよぶ。